# Rhinopneumonie
La rhinopneumonie est une maladie, qui touche le plus généralement les équidés, comme les chevaux. Elle connaît trois formes : respiratoire, nerveuse ou abortive. Elle est causée par deux virus, EHV-1 (équine herpes virus-1) et EHV-4. Elle se transmet par contact, en particulier des sécrétions respiratoires.
Le virus peut rester latent après la transmission et se déclarer après de fortes émotions, dont le stress.

## Transmission
Cette maladie est contagieuse pour les équidés, elle se transmet par : 
- contact direct ou indirect.

## Symptômes
La rhinopneumonie comprends trois formes ayant des symptômes spéciaux.
| La forme respiratoire | - fièvre ( température supérieur à 38,5°) qui est le principal symptôme. - perte d'appétit - abattement - toux sèche - jetage |
| La forme nerveuse     | - incontinence urinaire - ataxie - paralysie                                                                                  |
| La forme abortive     | - avortement - poulain non viable à la naissance                                                                              |

## Moyens de prévention
Il est possible de vacciner les équidés, d'ailleurs pour certaines catégories de compétition, ce vaccin est obligatoire.
Ensuite, en cas de suspicion, il faut mettre en place des règles de biosécurité qui sont primordiales pour éviter l'extension de la maladie. Elles sont les suivantes : 
- appeler le vétérinaire
- séparer les juments pleines des autres chevaux
- désinfecter les infrastructures
- mettre l'élevage en quarantaine durant un mois après le premier avortement
- mettre en quarantaine les nouveaux arrivés